# ICU (компания)
ICU (Investment Capital Ukraine) — финансовая группа. Включает в себя три бизнес-направления: торговые операции, инвестиционно-банковские услуги и управление активами.
Собственником компании является её топ-менеджмент.
Управляющими директорами состоят Макар Пасенюк и Константин Стеценко.
В 2007—2014 годах председателем совета директоров ICU была Валерия Гонтарева, впоследствии –  глава Национального банка Украины.
Основана в июне 2006 года

## Деятельность
Инвестиционно-банковская деятельность
Инвестиционно-банковская деятельность ICU включает в себя привлечение долгового и акционерного капитала, подготовку и проведение сделок по слияниям и поглощениям, финансовый консалтинг и реструктуризацию.
По состоянию на начало 2011 г. ICU завершила сделки по реструктуризации публичных и частных долговых инструментов на общую сумму более 1,7 млрд.долл. Информационное агентство Cbonds признало ICU ведущим агентом по реструктуризации в 2009—2010 гг., а в 2015 году ICU была признана лучшим инвестиционным банком Украины.Учредитель ICU Константин Стеценко стал персоной года 2020 фондового рынка Украины по версии Stockworld
Торговые операции
Данное направление деятельности ICU включает в себя торговлю акциями и инструментами с фиксированной доходностью. В сентябре 2013 г. группа ICU стала первым на Украине членом ведущей Международной ассоциации свопов и деривативов ISDA.
ICU является членом саморегулирующейся организации (СРО) — Ассоциации «Украинские Фондовые Торговцы», а также осуществляет торговые операции на трех фондовых биржах — Фондовой биржи «Перспектива», Фондовой биржи ПФТС и ПАО Украинская биржа. ICU является официальным IPO Партнером Варшавская фондовая биржа и получает все надлежащие права партнера согласно условий резолюции Совета директоров Варшавской фондовой биржи от 2 февраля 2007, № 91/2007.
Согласно рейтингам Cbonds Awards, ICU является победителем в номинациях «Лучший Sales на рынке облигаций Украины» в 2009—2012 гг., 2015-16гг. и «Лучшая аналитика по рынку облигаций» в 2010—2011 гг и 2015-16гг..
Управление активами
Компания по управлению активами ICU предоставляет услуги по управлению финансовыми активами частных и институциональных инвесторов, резидентов и нерезидентов.
По состоянию на август 2016 года ICU управляет инвестициями в размере более 300 млн долл.
В линейке инвестиционных фондов под управлением ICU представлены: ЗНПИФ «Инвестиционный Капитал — Фонд Облигаций» — украинский публичный фонд, инвестирующий в инструменты с фиксированной доходностью, CIS Opportunities Fund — зарубежный фонд, инвестирующий в ценные бумаги рынков СНГ, Global Strategy Fund — зарубежный фонд, ориентирован на глобальные рынки.
Согласно рэнкингам Investfunds, ЗНПИФ «Инвестиционный Капитал — Фонд Облигаций» ежегодно возглавляет рейтинг самых доходных фондов на Украине. Так, за 5 лет своей деятельности (сентябрь 2011 — август 2016) фонд показал доходность в 427 %.